# Phalanger ornatus
Кускус барвистий (Phalanger ornatus) — вид ссавців родини кускусових з когорти сумчасті (Marsupialia). Проживає на островах Гальмагера, Батян і Моротаі (усі Індонезія) на висотах 0–1000 м над рівнем моря. Живе у первинних вологих тропічних лісах, вторинних лісах, садах та інших деградованих середовищах існування.

## Загрози та збереження
В цілому, нема серйозних загроз для виду. Перебуває під тиском мисливства у деяких немусульманських частинах ареалу. Живе на території заповідника "Гора Сібела" (англ. Gunung Sibela Nature Reserve).